# José Miguel Ibáñez Langlois
José Miguel Ibáñez Langlois (Santiago de Chile, 1936) é um padre da Igreja Católica, poeta, ensaísta, jornalista, teólogo e crítico literário chileno, conhecido pelo pseudônimo de Ignacio Valente.

## Vida
Exerceu a crítica literária sob o pseudônimo de "Ignacio Valente". Estudou em Saint George’s College onde participou da Academia Literária “El Joven Laurel” dirigida pelo poeta e professor Roque Esteban Scarpa; estudou engenharia; posteriormente realizou estudos na Europa na Universidade de Navarra onde obteve o título de jornalista.
Obteve ainda dois doutorados, em Filosofia Eclesiástica pela Universidade Lateranense em Roma e o de Filosofia e Letras pela Universidade Complutense de Madrid com uma tese que versou sobre a gênese e produção de um poema, a qual em 1964 se converteu no livro "La creación poética". 
Em 1960 foi ordenado sacerdote da Prelazia do Opus Dei. Desde 1962 exerceu a docência universitária na Espanha, Itália e Chile ensinando Teologia Espiritual, Antropologia Filosófica e Teoria Poética. Os seus trabalhos como crítico literário foram publicados no diário chileno El Mercurio de Santiago desde 1966.
Em 1995 fez uma seleção de 77 artigos críticos que considera mais representativos sob o título de "Veinticinco años de crítica", onde se destacam sua ágil pluma e sua predileção pela literatura anglo-saxônica (W. Collins, T. S. Eliot, C. S. Lewis, Ezra Pound, por exemplo). 
É membro da Academia Chilena de Ciências Sociais, Políticas e Morais e integrou a Comissão Teológica Internacional. Atualmente exerce a função de capelão e professor de Teologia Moral na Universidade dos Andes.
Presume-se que Langlois seja a inspiração para o padre Sebastián Urrutia Lacroix, protagonista da novela Noturno do Chile, do escritor Roberto Bolaño.

## Obras
Ibáñez Langlois escreveu mais de mil e quinhentos artigos de crítica, doze livros de poesia e vinte de ensaios, alguns traduzidos para vários idiomas, entre os quais:
- La casa del hombre.
- Historia de la Filosofía.
- Introducción a la Antropología.
- El Marxismo: visión crítica.
- El rey David.
- Poemas Dogmáticos.
- Sus mejores poemas. Neruda. Mercurio-Aguilar.
- Veinticinco años de crítica. Zig-zag. ISBN 956-12-0652-9
- Sexualidade, amor, santa pureza, Madrid: Rialp, 2007. ISBN 978-84-321-3639-9